# Tarasca

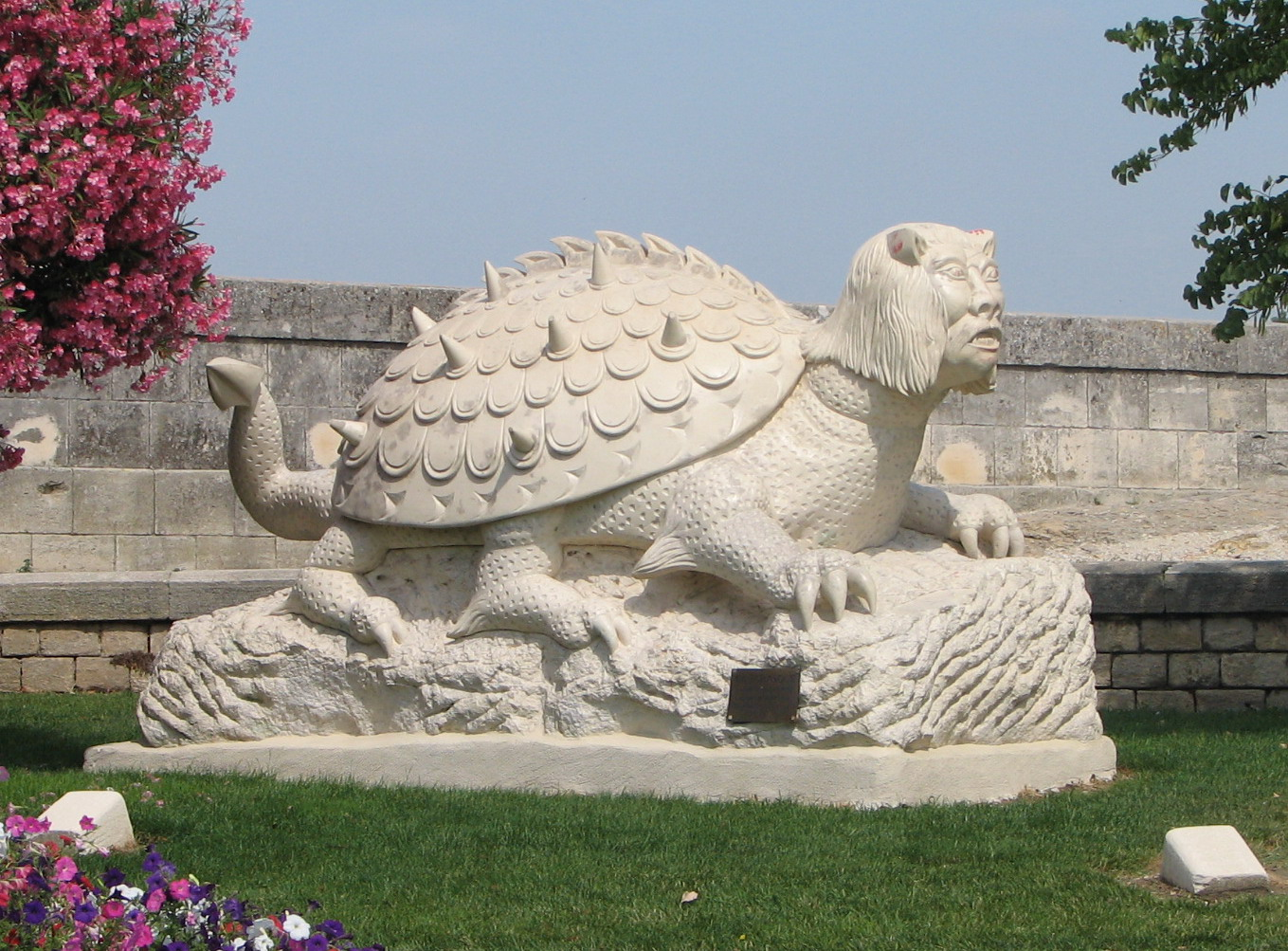
Estàtua de la Tarasca, al peu del castell de Tarascó

La tarasca, emparentada amb la cuca fera, és un animal fabulós de la tradició popular originari de la vila occitana de Tarascó (Provença).

## Llegenda
La llegenda diu que la tarasca era una horrible serp de mar d'ulls rogencs i alè pútrid que vivia en una cavitat aquàtica sota el castell de Tarascó. Des d'allà sotjava els viatgers que creuaven el Roine per a alimentar-se'n, sembrant el terror arreu del país.
És descrita de la manera següent per Jaume de la Voràgine (Iacopo da Varazze) a la Llegenda àuria què escrigué entre els anys 1261-1266:
| « | Hi havia, en aqueixa època, sobre els marges del Roine, en un bosc entre Arle i Avinyó, un drac, meitat animal, meitat peix, més gros que un bou, més llarg que un cavall, amb dents semblants a espases i grosses com banyes, protegit per dos escuts a cada costat; s'amagava en el riu des d'on llevava la vida a tots els caminants i enfonsava les naus. | » |

Existeixen diverses versions que expliquen el final del monstre. Una d'elles diu que una joveneta originària de Judea, santa Marta de Betània, vingué a evangelitzar la Baixa Provença i decidí de desafiar la bèstia. Amb tota la compassió que li procurava la seva fe cristiana, obtingué, mitjançant pregàries, la submissió de la criatura, la qual es deixà domar. Amb la bèstia amansida i sense lligar, tornà santa Marta al poble, però la gent, aterrida en veure aquell monstre, s'hi llançà a sobre fins que el mataren. Aleshores santa Marta predicà un sermó a la gent i molts dels vilatans es convertiren al cristianisme.
Una altra versió diu que setze joves haurien desafiat i matat la tarasca; només vuit n'haurien sortit vencedors i haurien fundat les ciutats de Tarascó i Bellcaire.
Hom pot relacionar aquesta llegenda amb altres històries anàlogues de sants sauròctons, com sant Jordi.